# Estación Pirovano
Pirovano es una estación ferroviaria, ubicada en la localidad de Pirovano, partido de Bolívar, provincia de Buenos Aires, Argentina

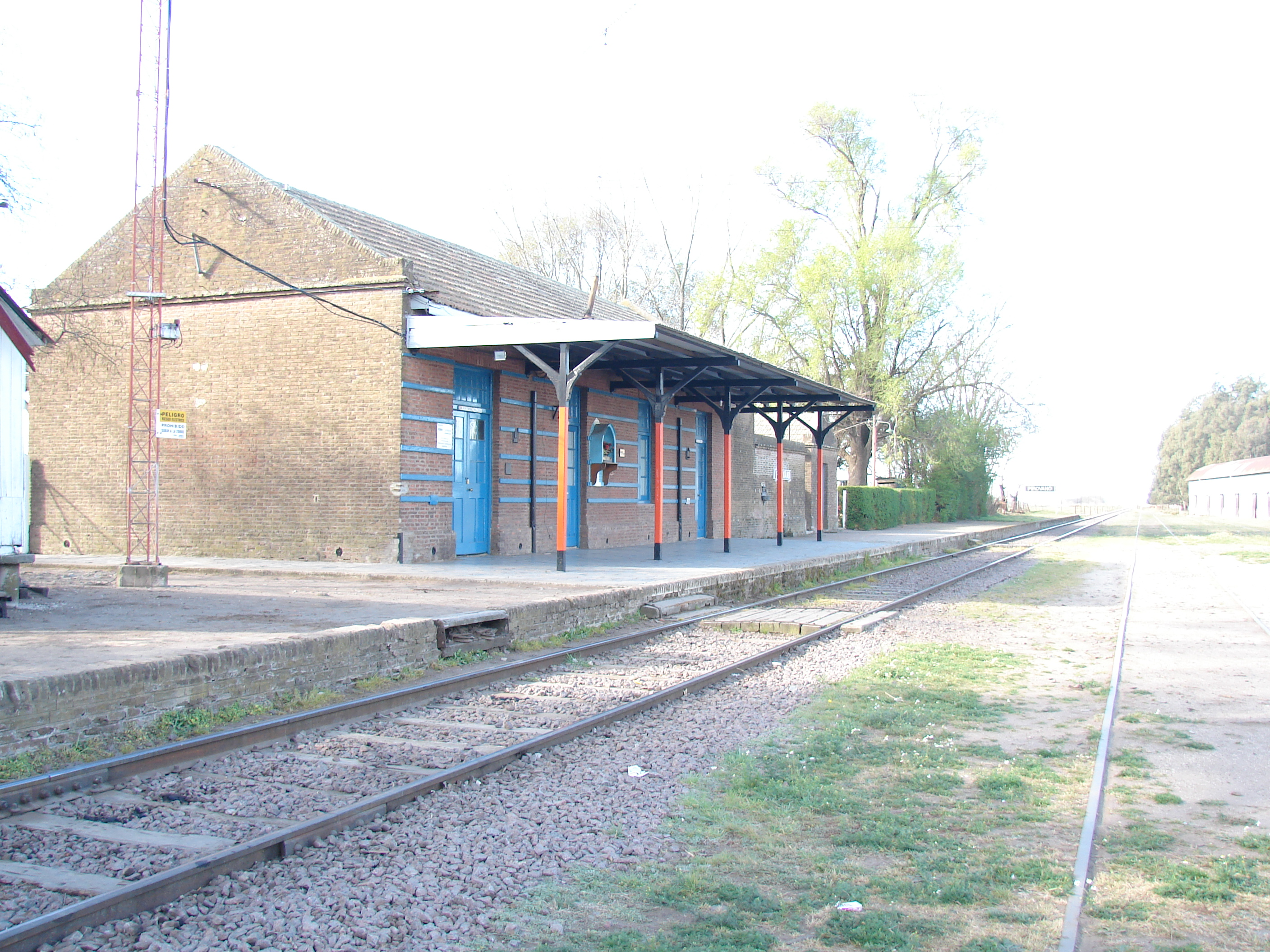
La estación y lo referido a ella puede verse desarrollado en el sitio web de Pirovano Ayer y Hoy https://pirovanoayeryhoy.substack.com

Pertenece al Ferrocarril General Roca de la red ferroviaria argentina, en el ramal que une las estaciones Empalme Lobos y Carhué.

## Historia
En 1905, la estación fue escenario de la masacre de Pirovano, enfrentamiento entre una columna militar que apoyaba la revolución radical y fuerzas oficialistas, del cual todavía quedan impactos de bala.
En 2015, la estación fue declarada Bien de Interés Histórico Testimonial por la ley 14.754 de la provincia de Buenos Aires.

## Servicios
Sus vías están concesionadas a la empresa de cargas Ferroexpreso Pampeano, sin embargo, se realizan esporádicos operativos de cargas por estas vías.
Desde diciembre de 2012 no opera servicios de pasajeros. Estos eran prestados por la empresa provincial Ferrobaires.